# Annouck Curzillat
Annouck Curzillat, née le 12 mai 1992 à Annecy, est une triathlète handisport française. Mulitiple championne de France de paratriathlon, elle est médaillée de bronze dans la catégorie PTVI (déficients visuels) lors des Jeux paralympiques d'été de 2020.

## Biographie

### Jeunesse
Annouck Curzillat est atteinte de rétinite pigmentaire. Elle possède un diplôme de kinésithérapeute.

### Carrière en triathlon
En 2014, elle est contactée par un sapeur-pompier lyonnais qui souhaite devenir guide pour un athlète handisport en triathlon. Bien qu'elle ne puisse finalement pas concourir avec lui (un homme ne peut pas conduire une femme en compétition), Annouck Curzillat débute quand même le triathlon cette année-là et elle a remporté cinq fois depuis les championnats de France.
Lors du triathlon des Jeux paralympiques d'été de 2020, Annouck Curzillat remporte la médaille de bronze du triathlon PTVI en 1 h 11 min 45 s avec sa guide Céline Bousrez, battant la Britannique Alison Peasgood au sprint final.

## Palmarès
Le tableau présente les résultats les plus significatifs (podium) obtenus sur le circuit national et international de paratriathlon depuis 2002{
| Année | Compétition                                  | Pays   | Position           | Temps           |
| ----- | -------------------------------------------- | ------ | ------------------ | --------------- |
| 2021  | Jeux paralympiques de Tokyo PTVI             | Japon  | Médaille de bronze | 1 h 11 min 45 s |
| 2019  | Championnats de France de paratriathlon PTVI | France | Médaille d'or      | 1 h 16 min 10 s |
| 2018  | Championnats de France de paratriathlon PTVI | France | Médaille d'or      | 1 h 18 min 39 s |
| 2017  | Championnats de France de paratriathlon PTVI | France | Médaille d'or      | 1 h 47 min 50 s |
| 2016  | Championnats de France de paratriathlon PT5  | France | Médaille d'or      | 1 h 13 min 38 s |
| 2015  | Championnats de France de paratriathlon PT5  | France | Médaille d'or      | 1 h 33 min 54 s |

## Décorations
- Chevalier de l'ordre national du Mérite le 8 septembre 2021[6]